# Luigi Sala
Luigi Sala, född 21 februari 1974, är en italiensk före detta fotbollsspelare. Han spelade fram till 1998 i Serie B då han debuterade för AC Milan. Sala blev under debutåret italiensk mästare för Milan. Han har därefter enbart spelat i Serie A tills han lämnade Udinese 2009.